# Codex Berwartstein
Der Codex Berwartstein ist ein spätmittelalterliches Kopialbuch des elsässischen Klosters Weißenburg, als Konvolut zusammengestellt um das Jahr 1490 und als Buch gebunden um das Jahr 1750. Die in Abschrift darin enthaltenen Dokumente betreffen ganz überwiegend Weißenburger Rechte an der Burg Berwartstein und der Herrschaft Berwartstein, die dem Kloster nach 1472 durch die Eckbrechte von Dürckheim entfremdet wurden.

## Der Codex
Der 205 Papierblätter umfassende Codex enthält von den Händen mehrerer Kopisten 148 Dokumente in Abschrift, wovon 15 im Codex doppelt überliefert sind. Da das letzte Dokument (Nr. 148) auf Blatt 185v am Blattende mitten im Satz abbricht, fehlen offenbar am Schluss der Handschrift ein oder mehrere Blätter. Eine weitere Lücke von elf Blättern findet sich womöglich in der Mitte der Handschrift; hier springt die älteste Zählung der Blätter mit römischen Ziffern aus der Entstehungszeit des Konvoluts um 1490 unmotiviert von XL (40) auf LII (52), während die um das Jahr 1750 vorgenommene jüngere Zählung der Blätter mit arabischen Ziffern hier von 40 ohne Lücke mit 41 weiterläuft.
Die Texte (Urkunden, Briefe, Rechnungen, Notizen) aus den Jahren (1319) 1343–1489 betreffen ganz überwiegend Weißenburger Rechte an der Burg Berwartstein und der Herrschaft Berwartstein, die dem Kloster nach 1472 durch die Eckbrechte von Dürckheim entfremdet wurden. Darüber hinaus finden sich Texte zu Weißenburger Rechten in der Weißenburger Mundat, der Pfarrei Niederschlettenbach und Rechnungen der Kapelle am Bremmelberg. Wolfgang Schultz sieht die Motivation zur Erstellung des Konvoluts in den Versuchen des Klosters um das Jahr 1490, die verlorenen Besitzungen mithilfe des Kaisers bzw. des Papstes zurückzugewinnen.

## Schicksal
Nachdem der Codex mehrere Jahrhunderte im Klosterarchiv aufbewahrt worden war, bescherte ihm die Französische Revolution ein bewegtes Schicksal. Das wertvolle Klosterarchiv gelangte zunächst (1791) in den Besitz des Distrikts Wissembourg. Teile desselben gelangten, wohl um 1797, nach Straßburg in das Haus der Intendantur. Von dort gelangten sie in das 1808 gegründete Archiv des Niederrheindepartements. Der Berwartsteiner Codex erhielt die Archivsignatur G 283 und wurde mit dem Archivstempel Archives départementales du Bas-Rhin versehen. Anlässlich eines groß angelegten Archivalientauschs zwischen dem Königreich Bayern und dem Kaiserreich Frankreich gelangte der Codex, der überwiegend pfälzische Betreffe enthält, 1868 ins Königlich bayerische Kreisarchiv Speyer. Das Buch wurde in der Folge dem Selekt F 1 „Kopialbücher“ zugeteilt und erhielt darin die Nr. 2. Glücklicherweise überstand das Buch unversehrt die Zeit der Auslagerung während des Zweiten Weltkriegs, die diesem Selektbestand starke Schäden und Verluste zufügte. Eine kommentierte Textausgabe des Codex erfolgte 2008 unter der Ägide der „Stiftung zur Förderung der pfälzischen Geschichtsforschung“.

## Ausgabe
- Wolfgang Schultz: Der Codex Berwartstein des Klosters Weißenburg im Elsaß (1319) 1343–1489 (= Pfälzische Geschichtsquellen. Band 8). Stiftung zur Förderung der Pfälzischen Geschichtsforschung, Neustadt an der Weinstraße 2008, ISBN 978-3-9810865-5-3.

## Belege
1. ↑  Wolfgang Schultz: Der Codex Berwartstein des Klosters Weißenburg im Elsaß (1319) 1343–1489, Neustadt an der Weinstraße 2008, ISBN 978-3-9810865-5-3, S. 105.
2. ↑  Wolfgang Schultz: Der Codex Berwartstein des Klosters Weißenburg im Elsaß (1319) 1343–1489, Neustadt an der Weinstraße 2008, ISBN 978-3-9810865-5-3, S. 127.
3. ↑  Wolfgang Schultz: Der Codex Berwartstein des Klosters Weißenburg im Elsaß (1319) 1343–1489, Neustadt an der Weinstraße 2008, ISBN 978-3-9810865-5-3, S. 132.
4. ↑  Wolfgang Schultz: Der Codex Berwartstein des Klosters Weißenburg im Elsaß (1319) 1343–1489, Neustadt an der Weinstraße 2008, ISBN 978-3-9810865-5-3, S. 135.